# Liste des monuments historiques de Maine-et-Loire
Cet article recense les bâtiments protégés au titre des monuments historiques du département de Maine-et-Loire, en France.
Il a été constitué à partir de la base Mérimée du ministère français de la culture.
- Pour les monuments historiques de la commune d'Angers, voir la liste des monuments historiques d'Angers
- Pour les monuments historiques de la commune de Saumur, voir la liste des monuments historiques de Saumur

## Statistiques
Au 21 juillet 2025, le département de Maine-et-Loire compte 725 édifices comportant au moins une protection au titre des monuments historiques, dont 235 sont classés et 540 sont inscrits. Le total des monuments classés et inscrits est supérieur au nombre total de monuments protégés car plusieurs d'entre eux sont à la fois classés et inscrits.
Trois d'entre eux[Lesquels ?] sont situés à cheval sur deux communes.
Le graphique suivant résume le nombre de protections par décennie (ou par année avant 1880) :
- Haut – A
- B
- C
- D
- E
- F
- G
- H
- I
- J
- K
- L
- M
- N
- O
- P
- Q
- R
- S
- T
- U
- V
- W
- X
- Y
- Z

## Liste
Du fait du nombre de monuments historiques dans le département, leur liste est divisée en deux sections distinctes :
- Liste des monuments historiques de Maine-et-Loire (nord), correspondant aux arrondissements de Angers et Segré (nord et ouest du département)
- Liste des monuments historiques de Maine-et-Loire (sud), correspondant aux arrondissements de Cholet et Saumur (sud et est du département)

En outre, les communes suivantes possèdent leur propre liste :
- pour Angers, la liste des monuments historiques d'Angers
- pour Saumur, la liste des monuments historiques de Saumur

La liste suivante permet de trouver l'article correspondant à une commune spécifique (pour autant qu'elle possède au moins une protection) :
| Commune                         | Liste  |
| ------------------------------- | ------ |
| Les Alleuds                     | Nord   |
| Allonnes                        | Sud    |
| Ambillou-Château                | Sud    |
| Andard                          | Nord   |
| Andigné                         | Nord   |
| Andrezé                         | Sud    |
| Angers                          | Angers |
| Angrie                          | Nord   |
| Antoigné                        | Sud    |
| Armaillé                        | Nord   |
| Artannes-sur-Thouet             | Sud    |
| Aubigné-sur-Layon               | Sud    |
| Auverse                         | Sud    |
| Aviré                           | Nord   |
| Avrillé                         | Nord   |
| Baugé                           | Sud    |
| Beaufort-en-Vallée              | Nord   |
| Beaulieu-sur-Layon              | Nord   |
| Beaupréau                       | Sud    |
| Beauvau                         | Nord   |
| Bécon-les-Granits               | Nord   |
| Bégrolles-en-Mauges             | Sud    |
| Béhuard                         | Nord   |
| Blaison-Gohier                  | Nord   |
| Blou                            | Sud    |
| Bocé                            | Sud    |
| La Bohalle                      | Nord   |
| Bouchemaine                     | Nord   |
| Bouillé-Ménard                  | Nord   |
| Bouzillé                        | Sud    |
| Brain-sur-Allonnes              | Sud    |
| Brain-sur-l'Authion             | Nord   |
| Brain-sur-Longuenée             | Nord   |
| Breil                           | Sud    |
| Brézé                           | Sud    |
| Brigné                          | Sud    |
| Briollay                        | Nord   |
| Brion                           | Nord   |
| Brissac-Quincé                  | Nord   |
| Brissarthe                      | Nord   |
| Broc                            | Sud    |
| Candé                           | Nord   |
| Cantenay-Épinard                | Nord   |
| Chacé                           | Sud    |
| Challain-la-Potherie            | Nord   |
| Chalonnes-sur-Loire             | Nord   |
| Champigné                       | Nord   |
| Champteussé-sur-Baconne         | Nord   |
| Champtoceaux                    | Sud    |
| Champtocé-sur-Loire             | Nord   |
| Chanteloup-les-Bois             | Sud    |
| Chanzeaux                       | Nord   |
| La Chapelle-sur-Oudon           | Nord   |
| La Chapelle-Saint-Florent       | Sud    |
| Charcé-Saint-Ellier-sur-Aubance | Nord   |
| Chartrené                       | Sud    |
| Châteauneuf-sur-Sarthe          | Nord   |
| Châtelais                       | Nord   |
| Chaudefonds-sur-Layon           | Nord   |
| Chaudron-en-Mauges              | Sud    |
| Chaumont-d'Anjou                | Nord   |
| Chavagnes                       | Nord   |
| Chavaignes                      | Sud    |
| Chazé-sur-Argos                 | Nord   |
| Cheffes                         | Nord   |
| Chemillé                        | Sud    |
| Chemiré-sur-Sarthe              | Nord   |
| Chênehutte-Trèves-Cunault       | Sud    |
| Chenillé-Changé                 | Nord   |
| Cheviré-le-Rouge                | Sud    |
| Chigné                          | Sud    |
| Cholet                          | Sud    |
| Cizay-la-Madeleine              | Sud    |
| Clefs                           | Sud    |
| Concourson-sur-Layon            | Sud    |
| Contigné                        | Nord   |
| Corné                           | Nord   |
| Cornillé-les-Caves              | Nord   |
| Coron                           | Sud    |
| Corzé                           | Nord   |
| Le Coudray-Macouard             | Sud    |
| Coutures                        | Sud    |
| Cuon                            | Sud    |
| Daumeray                        | Nord   |
| Denée                           | Nord   |
| Dénezé-sous-Doué                | Sud    |
| Dénezé-sous-le-Lude             | Sud    |
| Distré                          | Sud    |
| Doué-la-Fontaine                | Sud    |
| Durtal                          | Nord   |
| Échemiré                        | Sud    |
| Écouflant                       | Nord   |
| Écuillé                         | Nord   |
| Épieds                          | Sud    |
| Étriché                         | Nord   |
| Faye-d'Anjou                    | Nord   |
| Feneu                           | Nord   |
| La Ferrière-de-Flée             | Nord   |
| Le Fief-Sauvin                  | Sud    |
| Fontaine-Guérin                 | Nord   |
| Fontaine-Milon                  | Nord   |
| Fontevraud-l'Abbaye             | Sud    |
| Forges                          | Sud    |
| Fougeré                         | Sud    |
| Gée                             | Nord   |
| Gennes                          | Sud    |
| Genneteil                       | Sud    |
| Grézillé                        | Sud    |
| Grez-Neuville                   | Nord   |
| Grugé-l'Hôpital                 | Nord   |
| Le Guédéniau                    | Sud    |
| L'Hôtellerie-de-Flée            | Nord   |
| Huillé                          | Nord   |
| Jallais                         | Sud    |
| Jarzé                           | Nord   |
| Juigné-sur-Loire                | Nord   |
| La Jumellière                   | Sud    |
| Juvardeil                       | Nord   |
| La Lande-Chasles                | Sud    |
| Lasse                           | Sud    |
| Linières-Bouton                 | Sud    |
| Le Lion-d'Angers                | Nord   |
| Liré                            | Sud    |
| Longué-Jumelles                 | Sud    |
| Louerre                         | Sud    |
| Louresse-Rochemenier            | Sud    |
| Louvaines                       | Nord   |
| Lué-en-Baugeois                 | Nord   |
| Luigné                          | Nord   |
| Marcé                           | Nord   |
| Marigné                         | Nord   |
| Martigné-Briand                 | Sud    |
| Maulévrier                      | Sud    |
| Le May-sur-Èvre                 | Sud    |
| Mazé                            | Nord   |
| Meigné                          | Sud    |
| Meigné-le-Vicomte               | Sud    |
| La Ménitré                      | Nord   |
| Méon                            | Sud    |
| Le Mesnil-en-Vallée             | Sud    |
| Miré                            | Nord   |
| Montfaucon-Montigné             | Sud    |
| Montguillon                     | Nord   |
| Montjean-sur-Loire              | Sud    |
| Montpollin                      | Sud    |
| Montreuil-Bellay                | Sud    |
| Montreuil-Juigné                | Nord   |
| Montreuil-sur-Maine             | Nord   |
| Montrevault                     | Sud    |
| Montsoreau                      | Sud    |
| Morannes                        | Nord   |
| Mouliherne                      | Sud    |
| Mozé-sur-Louet                  | Nord   |
| Neuvy-en-Mauges                 | Sud    |
| Noyant-la-Gravoyère             | Nord   |
| Nyoiseau                        | Nord   |
| Parnay                          | Sud    |
| Passavant-sur-Layon             | Sud    |
| La Pellerine                    | Sud    |
| Le Plessis-Grammoire            | Nord   |
| Le Plessis-Macé                 | Nord   |
| Pontigné                        | Sud    |
| Les Ponts-de-Cé                 | Nord   |
| La Possonnière                  | Nord   |
| Pouancé                         | Nord   |
| La Pouëze                       | Nord   |
| Le Puy-Notre-Dame               | Sud    |
| Querré                          | Nord   |
| Rablay-sur-Layon                | Nord   |
| Les Rairies                     | Nord   |
| La Renaudière                   | Sud    |
| Rochefort-sur-Loire             | Nord   |
| Les Rosiers-sur-Loire           | Sud    |
| Rou-Marson                      | Sud    |
| Saint-Aubin-de-Luigné           | Nord   |
| Saint-Barthélemy-d'Anjou        | Nord   |
| Saint-Clément-des-Levées        | Sud    |
| Saint-Cyr-en-Bourg              | Sud    |
| Sainte-Gemmes-d'Andigné         | Nord   |
| Sainte-Gemmes-sur-Loire         | Nord   |
| Saint-Florent-le-Vieil          | Sud    |
| Saint-Georges-du-Bois           | Nord   |
| Saint-Georges-sur-Layon         | Sud    |
| Saint-Georges-sur-Loire         | Nord   |
| Saint-Georges-des-Sept-Voies    | Sud    |
| Saint-Germain-sur-Moine         | Sud    |
| Saint-Germain-des-Prés          | Nord   |
| Saint-Jean-des-Mauvrets         | Nord   |
| Saint-Laurent-du-Mottay         | Sud    |
| Saint-Macaire-en-Mauges         | Sud    |
| Saint-Martin-d'Arcé             | Sud    |
| Saint-Martin-du-Bois            | Nord   |
| Saint-Martin-de-la-Place        | Sud    |
| Saint-Mathurin-sur-Loire        | Nord   |
| Saint-Melaine-sur-Aubance       | Nord   |
| Saint-Philbert-du-Peuple        | Sud    |
| Saint-Pierre-Montlimart         | Sud    |
| Saint-Quentin-lès-Beaurepaire   | Sud    |
| Saint-Rémy-la-Varenne           | Nord   |
| Saint-Saturnin-sur-Loire        | Nord   |
| Saint-Sulpice                   | Nord   |
| Saint-Sylvain-d'Anjou           | Nord   |
| Saumur                          | Saumur |
| Savennières                     | Nord   |
| Segré                           | Nord   |
| La Séguinière                   | Sud    |
| Seiches-sur-le-Loir             | Nord   |
| Sermaise                        | Nord   |
| Sœurdres                        | Nord   |
| Somloire                        | Sud    |
| Soucelles                       | Nord   |
| Soulaines-sur-Aubance           | Nord   |
| Soulaire-et-Bourg               | Nord   |
| Souzay-Champigny                | Sud    |
| Thorigné-d'Anjou                | Nord   |
| Thouarcé                        | Nord   |
| Le Thoureil                     | Sud    |
| Tigné                           | Sud    |
| Torfou                          | Sud    |
| Trélazé                         | Nord   |
| Turquant                        | Sud    |
| Les Ulmes                       | Sud    |
| Valanjou                        | Nord   |
| La Varenne                      | Sud    |
| Varennes-sur-Loire              | Sud    |
| Varrains                        | Sud    |
| Vaudelnay                       | Sud    |
| Vaulandry                       | Sud    |
| Les Verchers-sur-Layon          | Sud    |
| Vernantes                       | Sud    |
| Vernoil-le-Fourrier             | Sud    |
| Verrie                          | Sud    |
| Le Vieil-Baugé                  | Sud    |
| Vihiers                         | Sud    |
| Villebernier                    | Sud    |
| Villedieu-la-Blouère            | Sud    |
| Villemoisan                     | Nord   |
| Villevêque                      | Nord   |
| Vivy                            | Sud    |